# Гарчеју (Салаж)
Гарчеју (рум. Gârceiu) насеље је у Румунији у округу Салаж у општини Кришени. Oпштина се налази на надморској висини од 237 m.

## Становништво
Према подацима из 2002. године у насељу је живело 751 становника.

### Попис2002.
| Расподела становништва по националности 2002.‍ | Расподела становништва по националности 2002.‍ | Расподела становништва по националности 2002.‍ | Расподела становништва по националности 2002.‍ | Расподела становништва по националности 2002.‍ |
| --------------------------------------------- | --------------------------------------------- | --------------------------------------------- | --------------------------------------------- | --------------------------------------------- |
|                                               |                                               |                                               |                                               |                                               |
| Румуни                                        | Румуни                                        |                                               | 396                                           | 52,7%                                         |
| Мађари                                        | Мађари                                        |                                               | 310                                           | 41,3%                                         |
| Роми                                          | Роми                                          |                                               | 45                                            | 6,0%                                          |